# Odposlech telefonního hovoru

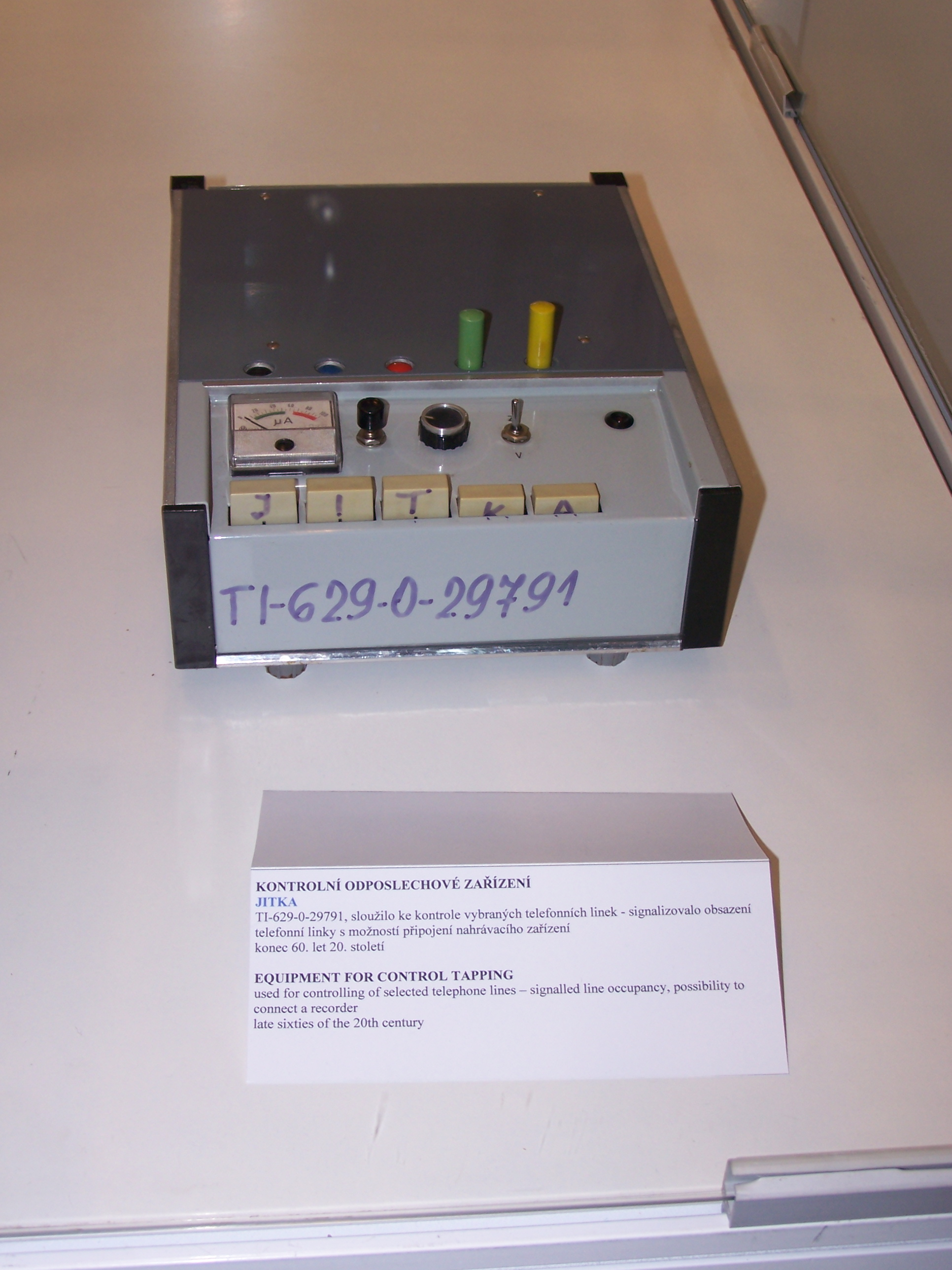
Kontrolní odposlechové zařízení Jitka používané koncem 60. let StB. Sloužilo ke kontrole vybraných telefonních linek – signalizovalo obsazení linky a umožňovalo připojení nahrávacího zařízení.

Odposlech telefonního hovoru (anglicky telephone tapping nebo také wire tapping) je sledování telefonní nebo internetové konverzace třetí stranou. Je-li odposlech zprostředkován v souladu se zákonem, jedná se o odposlech legální. Odposlech dále dělíme na pasivní a aktivní. Pasivní odposlech pouze monitoruje provoz linky, aktivní pak linku/hovor ovlivňuje nebo mění přenášený obsah.[zdroj?]

## Historie odposlechů
Asi největší boom zažilo odposlouchávání telefonních hovorů za minulého režimu. Státní bezpečnost sledovala tisíce lidí mezi nimi nejen odpůrce komunistického režimu. Sledování probíhalo již od začátku roku 1948 a pokračovalo až do pádu režimu na konci 80. let. V dnešní době, kdy je možné zakoupit odposlouchávací zařízení běžně u prodejců v internetových obchodech, není problém, aby kdokoliv mohl sledovat jakékoliv zařízení.

## Legální odposlech
Legální odposlech je striktně monitorován v mnoha zemích, aby nedošlo k zneužití soukromí a ochrany osobních údajů. V České republice vydává soudce na žádost státního zástupce příkaz k odposlechu a záznamu telekomunikačního provozu za podmínek stanovených v § 88 trestního řádu; zákonnost odposlechu může přezkoumat Nejvyšší soud. Povolení k odposlechu se uděluje většinou v případech, kdy je jeho užití potřebné k vyšetřování, protože může posloužit jako důkazní materiál. Neautorizovaný odposlech je potom označován jako trestný čin. V současné době je ale velmi obtížné vypátrat pachatele. Odposlech probíhá přes telefonního operátora a na základě identifikace uživatele, k identifikaci slouží např. telefonní číslo, IMSI, TMSI apod.

## Ilegální odposlech
Pokud je konverzace sledována třetí stranou bez souhlasu úřadu, hovoříme o ilegálním odposlechu. Nahrávat lze buď na klasickou pásku, do nahrávacího zařízení nebo do počítače či notebooku se softwarem pro nahrávání hovorů. Vše probíhá automaticky, monitoruje se pomocí indukční cívky, přímého připojení k lince nebo pomocí zkušebního mikrotelefonu (anglicky beige box).

### GSM interceptory
Jednou z možností odposlechu mobilních telefonů je použitá GSM interceptorů. Je to zařízení o velikosti DVD přehrávače, které je připojené k osobnímu počítači, který je vybaven GSM anténami a zároveň má nainstalovaný odposlouchávací software. Výrobce uvádí, že toto zařízení dokáže odposlouchávat až osm telefonů najednou a to na vzdálenost desítek kilometrů. Dosah pak závisí na hustotě sítě a liší se dle toho, jestli odposlech probíhá v řídce osídlené oblasti nebo ve městě. Dosah zařízení ve městě se pohybuje od několika stovek metrů až kilometrů. V řidčeji obydlených oblastech je dosah daleko vyšší. 
Výhodou interceptorů je, že jsou malé a tudíž snadno přemístitelné. Uvedení do provozu trvá jen několik málo minut a není nutné znát identifikační údaje odposlouchaného hovoru. U GSM interceptorů rozlišujeme dva typy odposlechů, aktivní a pasivní. Aktivní odposlech (pomocí IMSI Catcheru) probíhá tak, že se zařízení přihlásí do sítě daného operátora a začne se vydávat za jeho základnovou stanici. Zařízení tedy zachytává vysílaný signál z jednoho mobilního telefonu a posílá jej dál. Nevýhodou tohoto typu odposlechu je, že jej operátor může snadno odhalit. Pasivní odposlech byl velmi dlouho technicky náročný a téměř se nepoužíval. Během něj se zařízení nemusí na základnovou stanici přihlašovat. To z toho důvodu, že je schopné celou komunikaci samostatně dešifrovat, pokud byla použita šifra A5/2. Vysledovat sledovací zařízení je pak nemožné. V současné době se z GSM interceptorů stává velmi výnosný obchod. Na trhu jsou k dostání různé druhy hardware a software s odlišnými vlastnostmi.